# 横手市立十文字西中学校
横手市立十文字西中学校（よこてしりつ じゅうもんじにしちゅうがっこう）は、秋田県横手市十文字町にかつて存在した公立中学校。
現在、校舎の一部は十文字西スポーツ交流センター（じゅうもんじにし スポーツこうりゅうセンター）として活用されている。

## 沿革

### 略歴
1947年4月1日に施行された学校教育法により「中学校」が設けられることになり、十文字地域（旧平鹿郡十文字町、当時は未発足で十文字町・三重村・植田村・睦合村）内には4つの中学校（各町村に1校づつ）が誕生した。そのうち、十文字西中の前身となる植田中学校・睦合中学校もここで誕生している。ただ、当初は準備期間も短かったため、各小学校に併設する形で教室を置き、急場をしのいでいた。
1955年4月1日に睦合村・植田村は十文字町と合併し、植田中・睦合中はそれぞれ十文字町立となった。
1964年4月、植田中学校・睦合中学校の統合校として「十文字西中学校」が発足。当初は名目統合であり、各校舎にて授業を行っていたが、1966年に十文字西中の校舎が竣工したことにより統合が完了した。しかし、2010年4月に十文字中学校へと統合し、閉校した。

### 年表
以下、注釈の無い項目は「横手市立十文字西中学校閉校記念誌『如松』」（2010年、閉校記念事業実行委員会）によるもの。
- 1947年4月1日 - 学校教育法により前身となる以下の学校が創立[2]。
  - 植田村立植田中学校、睦合村立睦合中学校
- 1955年4月1日 - 町村合併により両校とも「十文字町立」を冠するようになる[3]。
- 1964年4月1日 - 「十文字町立十文字西中学校」として発足。
- 1965年3月1日 - 校章制定。
- 1966年
  - 3月1日 - 校歌制定。
  - 4月1日 - 実質統合。新校舎での授業を開始。
- 1967年12月25日 - 全工事が完了。
- 1968年
  - 1月30日 - 竣工式挙行。
  - 6月29日 - グラウンド竣工。
  - 7月20日 - プール完成。
- 1999年10月15日 - 体育館を改築。
- 2005年10月1日 - 市町村合併により、「横手市立十文字西中学校」と改称[5]。
- 2010年
- 3月14日 - 閉校式典挙行。
- 3月31日 - 閉校[5]。

## 校訓
教育目標は「心身ともに健康で、人間性豊かな西中生」と以下の3つの言葉で、校訓は「思索生知」（しさくしょうち）を掲げていた。
- 『自主』：進んで学ぶ生徒
- 『創造』：新しい自分に挑戦する生徒
- 『敬愛』：思いやりのある生徒

## 十文字西スポーツ交流センター
廃校後の本校の一部校舎を活用して開設された。「横手市地域コミュニティ施設」の1つで、ミーティングルームや体育館、屋外のグラウンドが利用可能である。

### ミーティングルーム
- 面積：36.75m2
- 収容人数：10人

### 指導員室
- 面積：12.2m2
- 収容人数：5人

### 体育館
- 面積：1,081m2
- 収容人数：500人

### グラウンド
- 面積：11,796m2

## 周辺
- 秋田県道57号十文字羽後鳥海線
- 十文字西地区館（十文字西地区交流センター・十文字農村環境改善センター）
  - 十文字西地区交流館